# 東京都立芦花高等学校
東京都立芦花高等学校（とうきょうとりつ ろかこうとうがっこう）は、東京都世田谷区粕谷三丁目にある東京都立高等学校。

## 沿革
- 2002年 都立高校改革推進計画（第一次）に基づき、東京都立千歳高等学校と東京都立明正高等学校（全日制）を発展的に統合し、旧千歳高校の地に設立。[1]

### 旧名
東京都立千歳高等学校
- 東京府立第十二中學校
- 東京府立千歳中學校
- 東京都立千歳中學校
- 東京都立千歳新制高等学校

東京都立明正高等学校
- 東京市立青年学校
- 東京都世田谷区青年学校
- 東京都明正高等学校
- 東京都立明正高等学校

## 設置課程
- 全日制
  - 普通科単位制（7クラス）

## 学園祭
「けやき祭（まつり）」と呼ばれ、9月に行われる。

## 交通
出典 : 
- 京王線 千歳烏山駅 徒歩約13分
- 小田急小田原線 祖師ヶ谷大蔵駅 徒歩約20分
- 小田急バス 成02・歳20・歳21「千歳中学校前」下車

## 著名な出身者
旧千歳高校
旧明正高校